# Llista de topònims de Maçanet de la Selva
Llista de topònims (noms propis de lloc) del municipi de Maçanet de la Selva, a la Selva
Informació actualitzada per un bot. Els canvis manuals es perdran quan s'actualitzi!

## casa
| imatge | Nom                       | Ubicat a            | instància de | Detalls                                                  | coordenades | Protecció                                  | Commons (més fotos)                       | Dades a WD                    |
| ------ | ------------------------- | ------------------- | ------------ | -------------------------------------------------------- | --- | ------------------------------------------ | ----------------------------------------- | ----------------------------- |
|        | Cal Lleuger               | Maçanet de la Selva | casa         | Estil: arquitectura popular                              | 41° 46′ 45″ N, 2° 44′ 06″ E / 41.77903°N,2.73497°E                                                              | bé integrant del patrimoni cultural català | Cal Lleuger                               | Modifica les dades a Wikidata |
|        | Cal Trinxeria             | Maçanet de la Selva | casa         |                                                          | 41° 46′ 39″ N, 2° 43′ 54″ E / 41.77756°N,2.73169°E                                                              | bé integrant del patrimoni cultural català | Cal Trinxeria                             | Modifica les dades a Wikidata |
|        | Can Buscastell            | Maçanet de la Selva | casa         | Estil: arquitectura popular                              | 41° 46′ 40″ N, 2° 43′ 57″ E / 41.77776°N,2.73244°E                                                              | bé integrant del patrimoni cultural català | Can Buscastell                            | Modifica les dades a Wikidata |
|        | Can Ferrer-Villa          | Maçanet de la Selva | casa         | Estil: arquitectura popular Estat: enderrocat o destruït | 41° 46′ 42″ N, 2° 44′ 02″ E / 41.778371°N,2.733933°E                                                            | bé integrant del patrimoni cultural català |                                           | Modifica les dades a Wikidata |
|        | Can Girard                | Maçanet de la Selva | casa         | Estil: arquitectura popular                              | 41° 46′ 41″ N, 2° 44′ 00″ E / 41.778183°N,2.733458°E                                                            | bé integrant del patrimoni cultural català | Can Girard                                | Modifica les dades a Wikidata |
|        | Can Martinet Rei          | Maçanet de la Selva | casa         | Estil: arquitectura popular                              | 41° 46′ 41″ N, 2° 43′ 59″ E / 41.77801°N,2.732945°E                                                             | bé integrant del patrimoni cultural català | Can Martinet Rei                          | Modifica les dades a Wikidata |
|        | Can Niell                 | Maçanet de la Selva | casa         | Estil: arquitectura popular                              | 41° 46′ 40″ N, 2° 43′ 51″ E / 41.777822°N,2.730819°E                                                            | bé integrant del patrimoni cultural català |                                           | Modifica les dades a Wikidata |
|        | Can Pau Morral            | Maçanet de la Selva | casa         | Estil: arquitectura popular                              | 41° 46′ 39″ N, 2° 43′ 52″ E / 41.777551°N,2.730991°E cal:Pl. de l'Església, 5                                   | bé integrant del patrimoni cultural català | Can Pau Morral                            | Modifica les dades a Wikidata |
|        | Can Toni Molins           | Maçanet de la Selva | casa         | Estil: arquitectura popular                              | 41° 46′ 39″ N, 2° 43′ 55″ E / 41.77761°N,2.73186°E                                                              | bé integrant del patrimoni cultural català | Can Toni Molins                           | Modifica les dades a Wikidata |
|        | Can Tragantós             | Maçanet de la Selva | casa         | Estil: arquitectura popular Estat: enderrocat o destruït | 41° 46′ 43″ N, 2° 44′ 04″ E / 41.778615°N,2.734425°E                                                            | bé integrant del patrimoni cultural català | Can Tragantós                             | Modifica les dades a Wikidata |
|        | Can Trinxeria             | Maçanet de la Selva | casa         | Estil: arquitectura modernista                           | 41° 46′ 40″ N, 2° 43′ 51″ E / 41.777777777778°N,2.7308333333333°E ca:Avinguda de Catalunya, 2 97 msnm           | bé integrant del patrimoni cultural català | Can Trinxeria                             | Modifica les dades a Wikidata |
|        | Casa Doctor Víctor Conill | Maçanet de la Selva | casa         | Estil: arquitectura popular                              | 41° 46′ 08″ N, 2° 45′ 29″ E / 41.76889°N,2.75798°E                                                              | bé integrant del patrimoni cultural català |                                           | Modifica les dades a Wikidata |
|        | Hostal del Cavaller       | Maçanet de la Selva | casa         | Estil: arquitectura gòtica                               | 41° 46′ 38″ N, 2° 43′ 53″ E / 41.77734°N,2.7313°E ca:Plaça de l'Església, 3                                     | bé integrant del patrimoni cultural català | Hostal del Cavaller (Maçanet de la Selva) | Modifica les dades a Wikidata |
|        | Mas Go                    | Maçanet de la Selva | casa         | Estil: arquitectura popular                              | 41° 46′ 40″ N, 2° 43′ 58″ E / 41.77767°N,2.73284°E                                                              | bé integrant del patrimoni cultural català | Mas Go                                    | Modifica les dades a Wikidata |
|        | Portal de Ca l'Esqueu     | Maçanet de la Selva | casa         | Estil: arquitectura popular                              | 41° 46′ 35″ N, 2° 43′ 49″ E / 41.77625°N,2.73029°E ca:Carrer de Sant Sebastià, 32                               | bé integrant del patrimoni cultural català | Portal de Ca l'Esqueu                     | Modifica les dades a Wikidata |
|        | ca l'Orench               | Maçanet de la Selva | casa         | Estil: arquitectura gòtica 16th century                  | 41° 46′ 39″ N, 2° 43′ 53″ E / 41.77747°N,2.73125°E ca:Pl. de l'Església, 7 99 msnm                              | bé integrant del patrimoni cultural català | Ca l'Orench (Maçanet de la Selva)         | Modifica les dades a Wikidata |
|        | ca la Salvadora           | Maçanet de la Selva | casa         | Estil: arquitectura popular 16th century                 | 41° 46′ 36″ N, 2° 43′ 51″ E / 41.77677°N,2.73075°E ca:Carrer de Sant Sebastià, 15, Maçanet de la Selva 100 msnm | bé integrant del patrimoni cultural català | Ca la Salvadora                           | Modifica les dades a Wikidata |
|        | cal Baster                | Maçanet de la Selva | casa         | Estil: arquitectura popular 18th century                 | 41° 46′ 40″ N, 2° 43′ 56″ E / 41.77772°N,2.73225°E ca:C. dels Dolors, 15 96 msnm                                | bé integrant del patrimoni cultural català | Cal Baster (Maçanet de la Selva)          | Modifica les dades a Wikidata |
|        | can Baiona                | Maçanet de la Selva | casa         | Estil: arquitectura popular 18th century                 | 41° 46′ 35″ N, 2° 43′ 49″ E / 41.7764°N,2.73034°E ca:C. Sant Sebastià, 30 101 msnm                              | bé integrant del patrimoni cultural català | Can Baiona (Maçanet de la Selva)          | Modifica les dades a Wikidata |
|        | can Felip                 | Maçanet de la Selva | casa         | Estil: arquitectura popular 16th century                 | 41° 46′ 41″ N, 2° 44′ 00″ E / 41.778099°N,2.733212°E ca:C. dels Dolors, 37 93 msnm                              | bé integrant del patrimoni cultural català | Can Felip (Maçanet de la Selva)           | Modifica les dades a Wikidata |

## castell
| imatge | Nom                  | Ubicat a            | instància de | Detalls                                                  | coordenades                                                                             | Protecció                                            | Commons (més fotos)                  | Dades a WD                    |
| ------ | -------------------- | ------------------- | ------------ | -------------------------------------------------------- | --------------------------------------------------------------------------------------- | ---------------------------------------------------- | ------------------------------------ | ----------------------------- |
|        | Castell de Puig Marí | Maçanet de la Selva | castell      |                                                          | 41° 45′ 16″ N, 2° 43′ 49″ E / 41.7543613127771°N,2.73018713722165°E                     |                                                      |                                      | Modifica les dades a Wikidata |
|        | Castell de Torcafeló | Maçanet de la Selva | castell      | Estil: arquitectura popular 1080 Llarg: 15.5m Ample: 18m | 41° 46′ 13″ N, 2° 43′ 16″ E / 41.77027778°N,2.72111111°E ca:Turó de Sant Jordi 181 msnm | bé d'interès cultural bé cultural d'interès nacional | Castell de Torcafelló                | Modifica les dades a Wikidata |
|        | Palau de Foixà       | Maçanet de la Selva | castell      | Estil: arquitectura gòtica                               | 41° 46′ 36″ N, 2° 43′ 57″ E / 41.77657°N,2.73257°E ca:Avinguda Sant Jordi, 61           | bé integrant del patrimoni cultural català           | Palau de Foixà (Maçanet de la Selva) | Modifica les dades a Wikidata |

## curs d'aigua
| imatge | Nom                   | Ubicat a                                                                                             | instància de | Detalls                                         | coordenades | Protecció | Commons (més fotos)   | Dades a WD                    |
| ------ | --------------------- | --- | ------------ | ----------------------------------------------- | --- | --------- | --------------------- | ----------------------------- |
|        | la Tordera            | Selva Vallès Oriental Maresme                                                                        | curs d'aigua | Desemboca: mar Mediterrània Llarg: 61.5km       | 41° 48′ 13″ N, 2° 25′ 05″ E / 41.803521°N,2.418014°E 41° 39′ 03″ N, 2° 46′ 39″ E / 41.650939°N,2.777482°E                             |           | Tordera River         | Modifica les dades a Wikidata |
|        | la Torderola          | Maçanet de la Selva Sils                                                                             | curs d'aigua | Desemboca: Séquia de Sils                       | 41° 44′ 39″ N, 2° 46′ 49″ E / 41.744175°N,2.780266666666667°E 41° 47′ 49″ N, 2° 43′ 46″ E / 41.796911111111115°N,2.7294305555555556°E |           |                       | Modifica les dades a Wikidata |
|        | riera de Santa Coloma | Sant Hilari Sacalm Santa Coloma de Farners Riudarenes Maçanes Maçanet de la Selva Fogars de la Selva | curs d'aigua | Desemboca: la Tordera Llarg: 33km Conca: 324km² | 41° 53′ 59″ N, 2° 31′ 29″ E / 41.899769°N,2.524652°E 41° 44′ 23″ N, 2° 40′ 37″ E / 41.739606°N,2.677066°E                             |           | Riera de Santa Coloma | Modifica les dades a Wikidata |

## edifici
| imatge | Nom                         | Ubicat a            | instància de | Detalls                                                  | coordenades                                          | Protecció                                  | Commons (més fotos) | Dades a WD                    |
| ------ | --------------------------- | ------------------- | ------------ | -------------------------------------------------------- | ---------------------------------------------------- | ------------------------------------------ | ------------------- | ----------------------------- |
|        | Bar Restaurant la Masia     | Maçanet de la Selva | edifici      | Estil: arquitectura popular Estat: enderrocat o destruït | 41° 46′ 37″ N, 2° 43′ 51″ E / 41.776974°N,2.730834°E | bé integrant del patrimoni cultural català |                     | Modifica les dades a Wikidata |
|        | Escoles Velles de Martorell | Maçanet de la Selva | edifici      | Estil: noucentisme                                       | 41° 45′ 41″ N, 2° 41′ 05″ E / 41.76142°N,2.68481°E   | bé integrant del patrimoni cultural català |                     | Modifica les dades a Wikidata |

## entitat singular de població
| imatge | Nom                          | Ubicat a            | instància de                                                                   | Detalls  | coordenades                                                                  | Protecció | Commons (més fotos)   | Dades a WD                    |
| ------ | ---------------------------- | ------------------- | ------------------------------------------------------------------------------ | -------- | ---------------------------------------------------------------------------- | --------- | --------------------- | ----------------------------- |
|        | Comajuliana                  | Maçanet de la Selva | entitat singular de població                                                   | 40 hab   | 41° 45′ 41″ N, 2° 42′ 45″ E / 41.7612991969089°N,2.71263057773707°E 145 msnm |           |                       | Modifica les dades a Wikidata |
|        | Estany                       | Maçanet de la Selva | entitat singular de població                                                   | 19 hab   | 41° 47′ 33″ N, 2° 45′ 14″ E / 41.79238461°N,2.753963471°E 71.657 msnm        |           |                       | Modifica les dades a Wikidata |
|        | Marata                       | Maçanet de la Selva | entitat singular de població                                                   | 34 hab   | 41° 47′ 14″ N, 2° 42′ 52″ E / 41.7873518913425°N,2.71440371492284°E 112 msnm |           |                       | Modifica les dades a Wikidata |
|        | Martorell de la Selva        | Maçanet de la Selva | entitat singular de població ens local històric de Catalunya                   | 67 hab   | 41° 45′ 41″ N, 2° 41′ 06″ E / 41.761373°N,2.68487°E 79 msnm                  |           | Martorell de la Selva | Modifica les dades a Wikidata |
|        | Mas Altaba                   | Maçanet de la Selva | entitat singular de població urbanització                                      | 718 hab  | 41° 44′ 51″ N, 2° 43′ 01″ E / 41.7474839617171°N,2.71688971336379°E 86 msnm  |           |                       | Modifica les dades a Wikidata |
|        | Maçanet Residencial Parc     | Maçanet de la Selva | entitat singular de població urbanització                                      | 2630 hab | 41° 46′ 54″ N, 2° 42′ 12″ E / 41.78170316416°N,2.70321340444886°E 92 msnm    |           |                       | Modifica les dades a Wikidata |
|        | Maçanet de la Selva          | Maçanet de la Selva | entitat singular de població ens local històric de Catalunya capital municipal | 3193 hab | 41° 46′ 39″ N, 2° 43′ 50″ E / 41.77749403°N,2.73045604°E 100 msnm            |           |                       | Modifica les dades a Wikidata |
|        | Pantans de Montbarbat        | Maçanet de la Selva | entitat singular de població urbanització                                      | 889 hab  | 41° 44′ 28″ N, 2° 46′ 37″ E / 41.7411672655902°N,2.77698782657443°E 160 msnm |           |                       | Modifica les dades a Wikidata |
|        | Polígon industrial Can Roure | Maçanet de la Selva | entitat singular de població polígon industrial                                | 0 hab    | 41° 46′ 24″ N, 2° 43′ 36″ E / 41.77340507°N,2.72671898°E 109 msnm            |           |                       | Modifica les dades a Wikidata |
|        | Polígon industrial Puigtió   | Maçanet de la Selva | entitat singular de població polígon industrial                                | 0 hab    | 41° 47′ 11″ N, 2° 43′ 50″ E / 41.786424400541°N,2.7305093336533°E 78 msnm    |           |                       | Modifica les dades a Wikidata |
|        | Puigmarí                     | Maçanet de la Selva | entitat singular de població                                                   | 14 hab   | 41° 45′ 24″ N, 2° 43′ 42″ E / 41.756696160824°N,2.7282279606455°E 208 msnm   |           |                       | Modifica les dades a Wikidata |
|        | Soliva                       | Maçanet de la Selva | entitat singular de població                                                   | 31 hab   | 41° 47′ 12″ N, 2° 42′ 11″ E / 41.7865938723727°N,2.70317881526086°E 139 msnm |           |                       | Modifica les dades a Wikidata |
|        | Veïnat de Miquel Ferrer      | Maçanet de la Selva | entitat singular de població                                                   | 21 hab   | 41° 46′ 17″ N, 2° 45′ 34″ E / 41.77141°N,2.759547°E 105 msnm                 |           |                       | Modifica les dades a Wikidata |
|        | el Molí                      | Maçanet de la Selva | entitat singular de població urbanització                                      | 191 hab  | 41° 46′ 10″ N, 2° 44′ 33″ E / 41.76933900524°N,2.7426120964422°E 99 msnm     |           |                       | Modifica les dades a Wikidata |
|        | el Pibitller                 | Maçanet de la Selva | entitat singular de població                                                   | 75 hab   | 41° 46′ 23″ N, 2° 45′ 25″ E / 41.77295833°N,2.75686389°E 92 msnm             |           |                       | Modifica les dades a Wikidata |
|        | el Pujol                     | Maçanet de la Selva | entitat singular de població                                                   | 50 hab   | 41° 45′ 24″ N, 2° 44′ 16″ E / 41.756718519928°N,2.7378509744268°E 135 msnm   |           |                       | Modifica les dades a Wikidata |

## església
| imatge | Nom                                  | Ubicat a            | instància de      | Detalls                                   | coordenades                                                                        | Protecció                                  | Commons (més fotos)                  | Dades a WD                    |
| ------ | ------------------------------------ | ------------------- | ----------------- | ----------------------------------------- | ---------------------------------------------------------------------------------- | ------------------------------------------ | ------------------------------------ | ----------------------------- |
|        | Sant Llorenç de Maçanet              | Maçanet de la Selva | església          | Estil: arquitectura romànica              | 41° 46′ 39″ N, 2° 43′ 50″ E / 41.7775°N,2.73056°E ca:Plaça de l'Església, 3        | bé integrant del patrimoni cultural català | Sant Llorenç de Maçanet de la Selva  | Modifica les dades a Wikidata |
|        | Sant Pere de Martorell               | Maçanet de la Selva | església          | Estil: barroc                             | 41° 45′ 41″ N, 2° 41′ 34″ E / 41.7613°N,2.6928°E ca:Carretera C-35, km 76,5        | bé integrant del patrimoni cultural català | Sant Pere de Martorell               | Modifica les dades a Wikidata |
|        | Sant Sebastià de Maçanet de la Selva | Maçanet de la Selva | església          | Estil: arquitectura popular               | 41° 46′ 37″ N, 2° 43′ 51″ E / 41.77694°N,2.73074°E ca:Carrer de Sant Sebastià, 6-8 | bé integrant del patrimoni cultural català | Sant Sebastià de Maçanet de la Selva | Modifica les dades a Wikidata |
|        | Valldemaria                          | Maçanet de la Selva | església monestir | Estil: arquitectura romànica 12nd century | 41° 44′ 10″ N, 2° 45′ 13″ E / 41.7362°N,2.7536°E ca:Veïnat de Pibitller 70 msnm    | bé integrant del patrimoni cultural català | Valldemaria                          | Modifica les dades a Wikidata |

## masia
| imatge | Nom                            | Ubicat a            | instància de     | Detalls                                                  | coordenades | Protecció                                            | Commons (més fotos)               | Dades a WD                    |
| ------ | ------------------------------ | ------------------- | ---------------- | -------------------------------------------------------- | --- | ---------------------------------------------------- | --------------------------------- | ----------------------------- |
|        | Ca l'Agustí Serrats            | Maçanet de la Selva | masia            |                                                          | 41° 45′ 23″ N, 2° 46′ 28″ E / 41.7564203008037°N,2.77446909655247°E                                               |                                                      |                                   | Modifica les dades a Wikidata |
|        | Ca l'Amargant                  | Maçanet de la Selva | masia            |                                                          | 41° 45′ 07″ N, 2° 45′ 21″ E / 41.7519°N,2.7557°E                                                                  |                                                      |                                   | Modifica les dades a Wikidata |
|        | Ca l'Ametller                  | Maçanet de la Selva | masia            | Estil: arquitectura popular                              | 41° 45′ 36″ N, 2° 42′ 01″ E / 41.76011°N,2.70019°E                                                                | bé integrant del patrimoni cultural català           |                                   | Modifica les dades a Wikidata |
|        | Ca l'Artigues                  | Maçanet de la Selva | masia            |                                                          | 41° 45′ 25″ N, 2° 43′ 45″ E / 41.7570070361051°N,2.72918967369649°E                                               |                                                      |                                   | Modifica les dades a Wikidata |
|        | Ca l'Aspre                     | Maçanet de la Selva | masia            |                                                          | 41° 45′ 37″ N, 2° 41′ 09″ E / 41.7602832110123°N,2.68579693402723°E                                               |                                                      |                                   | Modifica les dades a Wikidata |
|        | Ca l'Aubanell                  | Maçanet de la Selva | masia            |                                                          | 41° 45′ 16″ N, 2° 42′ 49″ E / 41.7545375408664°N,2.71368317079068°E                                               |                                                      |                                   | Modifica les dades a Wikidata |
|        | Ca l'Aulet                     | Maçanet de la Selva | masia            |                                                          | 41° 45′ 15″ N, 2° 44′ 50″ E / 41.7542916718136°N,2.74708753897087°E                                               |                                                      |                                   | Modifica les dades a Wikidata |
|        | Ca l'Esparra                   | Maçanet de la Selva | masia            | Estil: arquitectura popular                              | 41° 47′ 03″ N, 2° 43′ 55″ E / 41.78412°N,2.73188°E                                                                | bé integrant del patrimoni cultural català           |                                   | Modifica les dades a Wikidata |
|        | Ca l'Esparric                  | Maçanet de la Selva | masia            |                                                          | 41° 45′ 58″ N, 2° 45′ 05″ E / 41.7660103783682°N,2.75146883293754°E                                               |                                                      |                                   | Modifica les dades a Wikidata |
|        | Ca l'Oliver                    | Maçanet de la Selva | masia            | Estil: arquitectura popular                              | 41° 45′ 59″ N, 2° 41′ 29″ E / 41.76633°N,2.69141°E                                                                | bé integrant del patrimoni cultural català           |                                   | Modifica les dades a Wikidata |
|        | Ca l'Oller de Pujol            | Maçanet de la Selva | masia            |                                                          | 41° 45′ 33″ N, 2° 44′ 37″ E / 41.7590309844708°N,2.74374880797179°E                                               |                                                      |                                   | Modifica les dades a Wikidata |
|        | Ca l'Oller del Bosc            | Maçanet de la Selva | masia            |                                                          | 41° 46′ 34″ N, 2° 42′ 36″ E / 41.7760553382692°N,2.71009803147214°E                                               |                                                      |                                   | Modifica les dades a Wikidata |
|        | Ca la Rosa                     | Maçanet de la Selva | masia            |                                                          | 41° 45′ 48″ N, 2° 43′ 27″ E / 41.7632190154753°N,2.72419507670361°E                                               |                                                      |                                   | Modifica les dades a Wikidata |
|        | Ca n'Esporga                   | Maçanet de la Selva | masia            |                                                          | 41° 45′ 16″ N, 2° 43′ 29″ E / 41.7544296524239°N,2.72482210762419°E                                               |                                                      |                                   | Modifica les dades a Wikidata |
|        | Cal Bouer                      | Maçanet de la Selva | masia            |                                                          | 41° 45′ 39″ N, 2° 45′ 39″ E / 41.760950467705°N,2.76091971603665°E                                                |                                                      |                                   | Modifica les dades a Wikidata |
|        | Cal Coix                       | Maçanet de la Selva | masia            |                                                          | 41° 44′ 51″ N, 2° 45′ 04″ E / 41.7474098485611°N,2.75101138380679°E                                               |                                                      |                                   | Modifica les dades a Wikidata |
|        | Cal Corder                     | Maçanet de la Selva | masia            |                                                          | 41° 45′ 40″ N, 2° 45′ 05″ E / 41.7609750219347°N,2.75127172688167°E                                               |                                                      |                                   | Modifica les dades a Wikidata |
|        | Cal Ferrer                     | Maçanet de la Selva | masia            |                                                          | 41° 46′ 04″ N, 2° 41′ 45″ E / 41.7677142089618°N,2.69591488388062°E                                               |                                                      |                                   | Modifica les dades a Wikidata |
|        | Cal Menut                      | Maçanet de la Selva | masia            |                                                          | 41° 44′ 56″ N, 2° 45′ 14″ E / 41.7489022191103°N,2.75389222774738°E 157 msnm                                      |                                                      |                                   | Modifica les dades a Wikidata |
|        | Cal Revalent                   | Maçanet de la Selva | masia            |                                                          | 41° 46′ 40″ N, 2° 45′ 19″ E / 41.777691718467°N,2.7553103717295°E                                                 |                                                      |                                   | Modifica les dades a Wikidata |
|        | Cal Sord                       | Maçanet de la Selva | masia            |                                                          | 41° 45′ 29″ N, 2° 45′ 48″ E / 41.7580909848282°N,2.76321588863098°E                                               |                                                      |                                   | Modifica les dades a Wikidata |
|        | Cal Valmanya                   | Maçanet de la Selva | masia            |                                                          | 41° 47′ 08″ N, 2° 42′ 44″ E / 41.7856441836041°N,2.71224510103267°E                                               |                                                      |                                   | Modifica les dades a Wikidata |
|        | Can Badia                      | Maçanet de la Selva | masia            |                                                          | 41° 45′ 56″ N, 2° 43′ 32″ E / 41.7655369667454°N,2.72550852094496°E                                               |                                                      |                                   | Modifica les dades a Wikidata |
|        | Can Badia Vell                 | Maçanet de la Selva | masia            |                                                          | 41° 45′ 16″ N, 2° 42′ 56″ E / 41.7545425289206°N,2.71569192351825°E                                               |                                                      |                                   | Modifica les dades a Wikidata |
|        | Can Baiell                     | Maçanet de la Selva | masia            |                                                          | 41° 45′ 34″ N, 2° 45′ 23″ E / 41.759490615995°N,2.75629376897934°E                                                |                                                      |                                   | Modifica les dades a Wikidata |
|        | Can Bancells                   | Maçanet de la Selva | masia            | Estil: arquitectura popular                              | 41° 44′ 51″ N, 2° 41′ 41″ E / 41.7475°N,2.6947222222222°E 63.7 msnm                                               | bé integrant del patrimoni cultural català           |                                   | Modifica les dades a Wikidata |
|        | Can Barretina                  | Maçanet de la Selva | masia            |                                                          | 41° 47′ 27″ N, 2° 42′ 13″ E / 41.7909545689121°N,2.70368825679131°E                                               |                                                      |                                   | Modifica les dades a Wikidata |
|        | Can Bataller                   | Maçanet de la Selva | masia            |                                                          | 41° 47′ 32″ N, 2° 42′ 56″ E / 41.7923443346936°N,2.71544069261623°E                                               |                                                      |                                   | Modifica les dades a Wikidata |
|        | Can Begot                      | Maçanet de la Selva | masia            |                                                          | 41° 46′ 10″ N, 2° 44′ 36″ E / 41.7695592745826°N,2.74333394005289°E                                               |                                                      |                                   | Modifica les dades a Wikidata |
|        | Can Benet                      | Maçanet de la Selva | masia            |                                                          | 41° 45′ 57″ N, 2° 44′ 57″ E / 41.7658791562003°N,2.7491113195134°E                                                |                                                      |                                   | Modifica les dades a Wikidata |
|        | Can Beula                      | Maçanet de la Selva | masia            |                                                          | 41° 47′ 33″ N, 2° 42′ 52″ E / 41.7925403364068°N,2.71457325578046°E                                               |                                                      |                                   | Modifica les dades a Wikidata |
|        | Can Bisbal                     | Maçanet de la Selva | masia            |                                                          | 41° 47′ 39″ N, 2° 42′ 45″ E / 41.7940662235301°N,2.71244815384657°E                                               |                                                      |                                   | Modifica les dades a Wikidata |
|        | Can Bisbe                      | Maçanet de la Selva | masia            |                                                          | 41° 44′ 51″ N, 2° 45′ 19″ E / 41.7475718582355°N,2.75514814738409°E                                               |                                                      |                                   | Modifica les dades a Wikidata |
|        | Can Boneta Petit               | Maçanet de la Selva | masia            |                                                          | 41° 47′ 05″ N, 2° 43′ 19″ E / 41.7847943705713°N,2.72193646823047°E                                               |                                                      |                                   | Modifica les dades a Wikidata |
|        | Can Boneta del Turó            | Maçanet de la Selva | masia            |                                                          | 41° 47′ 02″ N, 2° 42′ 50″ E / 41.7839186179426°N,2.71375707658984°E                                               |                                                      |                                   | Modifica les dades a Wikidata |
|        | Can Botella                    | Maçanet de la Selva | masia            |                                                          | 41° 46′ 04″ N, 2° 44′ 48″ E / 41.7676389731115°N,2.74657794438897°E                                               |                                                      |                                   | Modifica les dades a Wikidata |
|        | Can Bruno                      | Maçanet de la Selva | masia            |                                                          | 41° 45′ 58″ N, 2° 45′ 32″ E / 41.7662153161385°N,2.75887900053082°E                                               |                                                      |                                   | Modifica les dades a Wikidata |
|        | Can Buscastells                | Maçanet de la Selva | masia            | Estil: arquitectura popular                              | 41° 44′ 52″ N, 2° 40′ 39″ E / 41.747777777778°N,2.6775°E 110.6 msnm                                               | bé integrant del patrimoni cultural català           |                                   | Modifica les dades a Wikidata |
|        | Can Buscatells                 | Maçanet de la Selva | masia            |                                                          | 41° 44′ 53″ N, 2° 40′ 54″ E / 41.7479679403431°N,2.6815632222024°E                                                |                                                      |                                   | Modifica les dades a Wikidata |
|        | Can Cabrer                     | Maçanet de la Selva | masia            |                                                          | 41° 45′ 09″ N, 2° 44′ 43″ E / 41.7525943764352°N,2.74528996691486°E                                               |                                                      |                                   | Modifica les dades a Wikidata |
|        | Can Calabrés                   | Maçanet de la Selva | masia            | Estil: arquitectura popular                              | 41° 45′ 42″ N, 2° 43′ 14″ E / 41.76174°N,2.72061°E                                                                | bé integrant del patrimoni cultural català           |                                   | Modifica les dades a Wikidata |
|        | Can Casona                     | Maçanet de la Selva | masia            |                                                          | 41° 45′ 14″ N, 2° 44′ 20″ E / 41.7538947834896°N,2.73877742114604°E                                               |                                                      |                                   | Modifica les dades a Wikidata |
|        | Can Cassanella                 | Maçanet de la Selva | masia            |                                                          | 41° 45′ 14″ N, 2° 46′ 37″ E / 41.7538581006275°N,2.77693187411362°E                                               |                                                      |                                   | Modifica les dades a Wikidata |
|        | Can Cavil·la                   | Maçanet de la Selva | masia            |                                                          | 41° 46′ 40″ N, 2° 45′ 08″ E / 41.7776672324222°N,2.75229020270277°E                                               |                                                      |                                   | Modifica les dades a Wikidata |
|        | Can Cebrià                     | Maçanet de la Selva | masia            |                                                          | 41° 44′ 56″ N, 2° 44′ 29″ E / 41.7487574390013°N,2.74128794400713°E                                               |                                                      |                                   | Modifica les dades a Wikidata |
|        | Can Climent                    | Maçanet de la Selva | masia            |                                                          | 41° 45′ 42″ N, 2° 41′ 12″ E / 41.7615829648093°N,2.68680110540749°E                                               |                                                      |                                   | Modifica les dades a Wikidata |
|        | Can Climent de la Costa        | Maçanet de la Selva | masia            |                                                          | 41° 45′ 57″ N, 2° 44′ 07″ E / 41.7658569802978°N,2.73521593761833°E                                               |                                                      |                                   | Modifica les dades a Wikidata |
|        | Can Clopers                    | Maçanet de la Selva | masia            |                                                          | 41° 45′ 56″ N, 2° 40′ 31″ E / 41.7654421543784°N,2.67532918382666°E                                               |                                                      |                                   | Modifica les dades a Wikidata |
|        | Can Clopers Nou                | Maçanet de la Selva | masia            |                                                          | 41° 45′ 53″ N, 2° 40′ 34″ E / 41.7646157611853°N,2.67612736092594°E                                               |                                                      |                                   | Modifica les dades a Wikidata |
|        | Can Coma Major                 | Maçanet de la Selva | masia            |                                                          | 41° 46′ 23″ N, 2° 40′ 37″ E / 41.7731203296952°N,2.676818538014°E                                                 |                                                      |                                   | Modifica les dades a Wikidata |
|        | Can Comaleres                  | Maçanet de la Selva | masia            | Estil: arquitectura popular                              | 41° 46′ 55″ N, 2° 45′ 06″ E / 41.78205°N,2.75162°E ca:Veïnat de l'Estany,113                                      | bé integrant del patrimoni cultural català           |                                   | Modifica les dades a Wikidata |
|        | Can Companys                   | Maçanet de la Selva | masia            |                                                          | 41° 45′ 35″ N, 2° 46′ 09″ E / 41.7597784229115°N,2.76917635511044°E                                               |                                                      |                                   | Modifica les dades a Wikidata |
|        | Can Costa                      | Maçanet de la Selva | masia            |                                                          | 41° 45′ 24″ N, 2° 46′ 41″ E / 41.7565711370612°N,2.77792088504821°E                                               |                                                      |                                   | Modifica les dades a Wikidata |
|        | Can Cuca Gardí                 | Maçanet de la Selva | masia            |                                                          | 41° 46′ 50″ N, 2° 44′ 40″ E / 41.7805231782323°N,2.74439730216274°E                                               |                                                      |                                   | Modifica les dades a Wikidata |
|        | Can Cuca del Bosc              | Maçanet de la Selva | masia            |                                                          | 41° 46′ 42″ N, 2° 42′ 22″ E / 41.778206906246°N,2.70611744769307°E                                                |                                                      |                                   | Modifica les dades a Wikidata |
|        | Can Dalemus                    | Maçanet de la Selva | masia            |                                                          | 41° 47′ 31″ N, 2° 42′ 26″ E / 41.7920805549742°N,2.70724561070742°E                                               |                                                      |                                   | Modifica les dades a Wikidata |
|        | Can Dinaret                    | Maçanet de la Selva | masia            |                                                          | 41° 47′ 28″ N, 2° 41′ 44″ E / 41.7910952287379°N,2.69547945154072°E                                               |                                                      |                                   | Modifica les dades a Wikidata |
|        | Can Diner                      | Maçanet de la Selva | masia            |                                                          | 41° 46′ 02″ N, 2° 40′ 30″ E / 41.767242239653°N,2.67486293182369°E                                                |                                                      |                                   | Modifica les dades a Wikidata |
|        | Can Dot                        | Maçanet de la Selva | masia            | Estil: arquitectura popular                              | 41° 47′ 17″ N, 2° 44′ 33″ E / 41.78798°N,2.7424°E ca:Veïnat de l'Estany                                           | bé integrant del patrimoni cultural català           |                                   | Modifica les dades a Wikidata |
|        | Can Duana                      | Maçanet de la Selva | masia            |                                                          | 41° 46′ 36″ N, 2° 44′ 37″ E / 41.7767387681646°N,2.74373849545791°E                                               |                                                      |                                   | Modifica les dades a Wikidata |
|        | Can Duran                      | Maçanet de la Selva | masia            |                                                          | 41° 46′ 02″ N, 2° 44′ 52″ E / 41.7672811841581°N,2.74771026409195°E                                               |                                                      |                                   | Modifica les dades a Wikidata |
|        | Can Falló                      | Maçanet de la Selva | masia            | Estil: arquitectura popular                              | 41° 46′ 42″ N, 2° 43′ 51″ E / 41.77826°N,2.73078°E                                                                | bé integrant del patrimoni cultural català           | Can Falló (Maçanet de la Selva)   | Modifica les dades a Wikidata |
|        | Can Feliu                      | Maçanet de la Selva | masia            | Estil: arquitectura popular                              | 41° 46′ 27″ N, 2° 44′ 07″ E / 41.77429°N,2.73529°E                                                                | bé integrant del patrimoni cultural català           |                                   | Modifica les dades a Wikidata |
|        | Can Felló                      | Maçanet de la Selva | masia            |                                                          | 41° 46′ 22″ N, 2° 43′ 30″ E / 41.7727683209346°N,2.72497234901704°E                                               |                                                      |                                   | Modifica les dades a Wikidata |
|        | Can Figueres                   | Maçanet de la Selva | masia            | Estil: arquitectura popular                              | 41° 46′ 25″ N, 2° 43′ 11″ E / 41.77361°N,2.71977°E                                                                | bé integrant del patrimoni cultural català           |                                   | Modifica les dades a Wikidata |
|        | Can Figueres Nou               | Maçanet de la Selva | masia            |                                                          | 41° 46′ 13″ N, 2° 42′ 54″ E / 41.7702853319433°N,2.71509303459072°E                                               |                                                      |                                   | Modifica les dades a Wikidata |
|        | Can Fita                       | Maçanet de la Selva | masia            |                                                          | 41° 45′ 32″ N, 2° 45′ 43″ E / 41.7588001498193°N,2.76205846013612°E                                               |                                                      |                                   | Modifica les dades a Wikidata |
|        | Can Font                       | Maçanet de la Selva | masia            |                                                          | 41° 45′ 53″ N, 2° 41′ 58″ E / 41.7647154593122°N,2.69956225154767°E                                               |                                                      |                                   | Modifica les dades a Wikidata |
|        | Can Fuster                     | Maçanet de la Selva | masia            |                                                          | 41° 45′ 42″ N, 2° 41′ 08″ E / 41.7617414743499°N,2.68547704199296°E                                               |                                                      |                                   | Modifica les dades a Wikidata |
|        | Can Gaig                       | Maçanet de la Selva | masia            |                                                          | 41° 46′ 08″ N, 2° 42′ 09″ E / 41.7690193951066°N,2.70247780697317°E                                               |                                                      |                                   | Modifica les dades a Wikidata |
|        | Can Gansola                    | Maçanet de la Selva | masia            |                                                          | 41° 46′ 10″ N, 2° 45′ 06″ E / 41.769388660307°N,2.75176860973055°E                                                |                                                      |                                   | Modifica les dades a Wikidata |
|        | Can Gasparó                    | Maçanet de la Selva | masia            |                                                          | 41° 45′ 59″ N, 2° 42′ 49″ E / 41.7664535019311°N,2.71354598183311°E                                               |                                                      |                                   | Modifica les dades a Wikidata |
|        | Can Gavina de Dalt             | Maçanet de la Selva | masia            |                                                          | 41° 44′ 59″ N, 2° 45′ 21″ E / 41.7496630900912°N,2.75589794519418°E                                               |                                                      |                                   | Modifica les dades a Wikidata |
|        | Can Gelabert                   | Maçanet de la Selva | masia            |                                                          | 41° 46′ 04″ N, 2° 45′ 35″ E / 41.7677395325276°N,2.75984780932209°E                                               |                                                      |                                   | Modifica les dades a Wikidata |
|        | Can Gil                        | Maçanet de la Selva | masia            |                                                          | 41° 45′ 25″ N, 2° 46′ 28″ E / 41.7570777867795°N,2.77445476563344°E                                               |                                                      |                                   | Modifica les dades a Wikidata |
|        | Can Gorg                       | Maçanet de la Selva | masia            | Estil: arquitectura popular                              | 41° 45′ 11″ N, 2° 40′ 51″ E / 41.75319°N,2.68076°E ca:Ctra. C-35 - Parròquia de Martorell, 32                     | bé integrant del patrimoni cultural català           |                                   | Modifica les dades a Wikidata |
|        | Can Gotarra                    | Maçanet de la Selva | masia            |                                                          | 41° 45′ 08″ N, 2° 46′ 26″ E / 41.7520956478852°N,2.7738226873753°E                                                |                                                      |                                   | Modifica les dades a Wikidata |
|        | Can Granota                    | Maçanet de la Selva | masia            |                                                          | 41° 45′ 57″ N, 2° 40′ 38″ E / 41.7657267575246°N,2.67724062648668°E                                               |                                                      |                                   | Modifica les dades a Wikidata |
|        | Can Gregori                    | Maçanet de la Selva | masia            | Estil: arquitectura popular                              | 41° 45′ 11″ N, 2° 43′ 26″ E / 41.7531°N,2.72386°E                                                                 | bé integrant del patrimoni cultural català           |                                   | Modifica les dades a Wikidata |
|        | Can Júria                      | Maçanet de la Selva | masia            | Estil: arquitectura del Renaixement                      | 41° 47′ 29″ N, 2° 44′ 39″ E / 41.79133°N,2.74417°E ca:Veïnat de Estany, 50                                        | bé integrant del patrimoni cultural català           |                                   | Modifica les dades a Wikidata |
|        | Can Llagostera                 | Maçanet de la Selva | masia            |                                                          | 41° 44′ 46″ N, 2° 46′ 06″ E / 41.7462210979282°N,2.76832289283255°E                                               |                                                      |                                   | Modifica les dades a Wikidata |
|        | Can Llanes                     | Maçanet de la Selva | masia            |                                                          | 41° 45′ 59″ N, 2° 40′ 44″ E / 41.7663709997424°N,2.67893373990625°E                                               |                                                      |                                   | Modifica les dades a Wikidata |
|        | Can Llebre                     | Maçanet de la Selva | masia            |                                                          | 41° 45′ 43″ N, 2° 46′ 21″ E / 41.7620369787237°N,2.77258478047956°E                                               |                                                      |                                   | Modifica les dades a Wikidata |
|        | Can Lloreta                    | Maçanet de la Selva | masia            | Estil: arquitectura popular                              | 41° 45′ 00″ N, 2° 42′ 47″ E / 41.75°N,2.713°E                                                                     | bé integrant del patrimoni cultural català           |                                   | Modifica les dades a Wikidata |
|        | Can Manel Súria                | Maçanet de la Selva | masia            | Estil: arquitectura popular                              | 41° 45′ 24″ N, 2° 46′ 23″ E / 41.7567°N,2.77308°E                                                                 | bé integrant del patrimoni cultural català           |                                   | Modifica les dades a Wikidata |
|        | Can Martí de la Pineda         | Maçanet de la Selva | masia            |                                                          | 41° 46′ 07″ N, 2° 43′ 08″ E / 41.7686282986609°N,2.71885410801419°E                                               |                                                      |                                   | Modifica les dades a Wikidata |
|        | Can Masllorenç                 | Maçanet de la Selva | masia            | Estil: arquitectura popular                              | 41° 46′ 20″ N, 2° 42′ 31″ E / 41.77215°N,2.70863°E                                                                | bé integrant del patrimoni cultural català           |                                   | Modifica les dades a Wikidata |
|        | Can Miquel Ferrer Nou          | Maçanet de la Selva | masia            |                                                          | 41° 46′ 14″ N, 2° 45′ 04″ E / 41.7706750393057°N,2.75101769068693°E                                               |                                                      |                                   | Modifica les dades a Wikidata |
|        | Can Miquel Ferrer Vell         | Maçanet de la Selva | masia            | Estil: arquitectura popular                              | 41° 46′ 22″ N, 2° 45′ 25″ E / 41.7729°N,2.75707°E                                                                 | bé integrant del patrimoni cultural català           |                                   | Modifica les dades a Wikidata |
|        | Can Mirot                      | Maçanet de la Selva | masia            |                                                          | 41° 45′ 06″ N, 2° 42′ 41″ E / 41.7518029010258°N,2.71148215650053°E                                               |                                                      |                                   | Modifica les dades a Wikidata |
|        | Can Moia                       | Maçanet de la Selva | masia            |                                                          | 41° 45′ 59″ N, 2° 45′ 19″ E / 41.766442147632°N,2.75540124441795°E                                                |                                                      |                                   | Modifica les dades a Wikidata |
|        | Can Montbarbat                 | Maçanet de la Selva | masia            |                                                          | 41° 44′ 13″ N, 2° 46′ 49″ E / 41.7369764380045°N,2.78034536430819°E                                               |                                                      |                                   | Modifica les dades a Wikidata |
|        | Can Montilivi                  | Maçanet de la Selva | masia            |                                                          | 41° 45′ 07″ N, 2° 44′ 13″ E / 41.7520353159091°N,2.73701682557699°E                                               |                                                      |                                   | Modifica les dades a Wikidata |
|        | Can Muixí                      | Maçanet de la Selva | masia            | Estat: ruïnós                                            | 41° 47′ 26″ N, 2° 42′ 13″ E / 41.7906840521441°N,2.70356914913641°E 131 msnm                                      |                                                      |                                   | Modifica les dades a Wikidata |
|        | Can Mulo                       | Maçanet de la Selva | masia            |                                                          | 41° 45′ 12″ N, 2° 44′ 23″ E / 41.7532211997269°N,2.73963416495159°E                                               |                                                      |                                   | Modifica les dades a Wikidata |
|        | Can Mutgé                      | Maçanet de la Selva | masia            | Estil: arquitectura popular                              | 41° 45′ 23″ N, 2° 40′ 46″ E / 41.75643°N,2.67935°E                                                                | bé integrant del patrimoni cultural català           |                                   | Modifica les dades a Wikidata |
|        | Can Nadal                      | Maçanet de la Selva | masia            | Estil: arquitectura popular                              | 41° 45′ 51″ N, 2° 41′ 27″ E / 41.76412°N,2.69086°E                                                                | bé integrant del patrimoni cultural català           |                                   | Modifica les dades a Wikidata |
|        | Can Niell                      | Maçanet de la Selva | masia            |                                                          | 41° 47′ 09″ N, 2° 44′ 54″ E / 41.78591°N,2.74831°E ca:A tocar de la sortida 9 de l'AP7                            | bé integrant del patrimoni cultural català           |                                   | Modifica les dades a Wikidata |
|        | Can Nino                       | Maçanet de la Selva | masia            |                                                          | 41° 45′ 11″ N, 2° 43′ 54″ E / 41.7530860986051°N,2.73180427284266°E                                               |                                                      |                                   | Modifica les dades a Wikidata |
|        | Can Pagès                      | Maçanet de la Selva | masia            |                                                          | 41° 45′ 33″ N, 2° 46′ 35″ E / 41.7591713552747°N,2.77646838498016°E                                               |                                                      |                                   | Modifica les dades a Wikidata |
|        | Can Panxo                      | Maçanet de la Selva | masia            |                                                          | 41° 45′ 27″ N, 2° 46′ 23″ E / 41.7575705418279°N,2.7731178031635°E                                                |                                                      |                                   | Modifica les dades a Wikidata |
|        | Can Parrassar                  | Maçanet de la Selva | masia            |                                                          | 41° 47′ 08″ N, 2° 43′ 14″ E / 41.7854482527505°N,2.7204413813144°E                                                |                                                      |                                   | Modifica les dades a Wikidata |
|        | Can Pastera                    | Maçanet de la Selva | masia            | Estil: arquitectura popular                              | 41° 47′ 05″ N, 2° 42′ 08″ E / 41.78481°N,2.70233°E                                                                | bé integrant del patrimoni cultural català           |                                   | Modifica les dades a Wikidata |
|        | Can Patrulla                   | Maçanet de la Selva | masia            |                                                          | 41° 47′ 24″ N, 2° 43′ 26″ E / 41.7899780675969°N,2.72387580807805°E                                               |                                                      |                                   | Modifica les dades a Wikidata |
|        | Can Pau Pelat                  | Maçanet de la Selva | masia            |                                                          | 41° 45′ 07″ N, 2° 42′ 32″ E / 41.7520304369578°N,2.70884697874173°E                                               |                                                      |                                   | Modifica les dades a Wikidata |
|        | Can Pau Ratat                  | Maçanet de la Selva | masia            |                                                          | 41° 47′ 20″ N, 2° 43′ 12″ E / 41.7888339662087°N,2.72006562230075°E                                               |                                                      |                                   | Modifica les dades a Wikidata |
|        | Can Pau Teta                   | Maçanet de la Selva | masia            |                                                          | 41° 46′ 36″ N, 2° 44′ 34″ E / 41.7765387070026°N,2.74288496982694°E                                               |                                                      |                                   | Modifica les dades a Wikidata |
|        | Can Païssa                     | Maçanet de la Selva | masia            |                                                          | 41° 46′ 04″ N, 2° 41′ 54″ E / 41.7677744356403°N,2.69826065644965°E                                               |                                                      |                                   | Modifica les dades a Wikidata |
|        | Can Pep                        | Maçanet de la Selva | masia            |                                                          | 41° 45′ 29″ N, 2° 43′ 05″ E / 41.7579533166248°N,2.71817894995693°E                                               |                                                      |                                   | Modifica les dades a Wikidata |
|        | Can Pere Bonic                 | Maçanet de la Selva | masia            |                                                          | 41° 45′ 55″ N, 2° 44′ 44″ E / 41.7653758628485°N,2.74551612512132°E                                               |                                                      |                                   | Modifica les dades a Wikidata |
|        | Can Pere Dot                   | Maçanet de la Selva | masia            |                                                          | 41° 45′ 24″ N, 2° 45′ 57″ E / 41.7565830648632°N,2.76578360372794°E                                               |                                                      |                                   | Modifica les dades a Wikidata |
|        | Can Pere Miquel                | Maçanet de la Selva | masia            |                                                          | 41° 45′ 47″ N, 2° 44′ 32″ E / 41.7630088290073°N,2.74228936065544°E                                               |                                                      |                                   | Modifica les dades a Wikidata |
|        | Can Peric                      | Maçanet de la Selva | masia            |                                                          | 41° 45′ 19″ N, 2° 42′ 35″ E / 41.7551397487768°N,2.7095907352699°E                                                |                                                      |                                   | Modifica les dades a Wikidata |
|        | Can Periques                   | Maçanet de la Selva | masia            |                                                          | 41° 45′ 22″ N, 2° 46′ 23″ E / 41.7562012671093°N,2.77301436546698°E                                               |                                                      |                                   | Modifica les dades a Wikidata |
|        | Can Pobric                     | Maçanet de la Selva | masia            |                                                          | 41° 47′ 33″ N, 2° 42′ 03″ E / 41.7925500550201°N,2.70069605672921°E                                               |                                                      |                                   | Modifica les dades a Wikidata |
|        | Can Pradell de Mili            | Maçanet de la Selva | masia            |                                                          | 41° 45′ 45″ N, 2° 44′ 01″ E / 41.7624934414627°N,2.73352149479646°E                                               |                                                      |                                   | Modifica les dades a Wikidata |
|        | Can Pratmajor                  | Maçanet de la Selva | masia            |                                                          | 41° 45′ 52″ N, 2° 43′ 41″ E / 41.7644168514369°N,2.72793141308223°E                                               |                                                      |                                   | Modifica les dades a Wikidata |
|        | Can Puigtió                    | Maçanet de la Selva | masia            | Estil: arquitectura popular                              | 41° 47′ 15″ N, 2° 43′ 47″ E / 41.78737°N,2.72973°E                                                                | bé integrant del patrimoni cultural català           |                                   | Modifica les dades a Wikidata |
|        | Can Pujol                      | Maçanet de la Selva | masia            | Estil: arquitectura popular                              | 41° 45′ 36″ N, 2° 44′ 19″ E / 41.75998°N,2.73858°E                                                                | bé integrant del patrimoni cultural català           |                                   | Modifica les dades a Wikidata |
|        | Can Pujolet                    | Maçanet de la Selva | masia            |                                                          | 41° 45′ 42″ N, 2° 44′ 39″ E / 41.761653214398°N,2.74427972215892°E                                                |                                                      |                                   | Modifica les dades a Wikidata |
|        | Can Punxet                     | Maçanet de la Selva | masia            |                                                          | 41° 45′ 21″ N, 2° 46′ 42″ E / 41.7559323613511°N,2.77829598171505°E                                               |                                                      |                                   | Modifica les dades a Wikidata |
|        | Can Quirret                    | Maçanet de la Selva | masia            |                                                          | 41° 47′ 20″ N, 2° 42′ 31″ E / 41.788823460715°N,2.70859631454402°E                                                |                                                      |                                   | Modifica les dades a Wikidata |
|        | Can Raurell                    | Maçanet de la Selva | masia            | Estil: arquitectura popular Estat: enderrocat o destruït | 41° 47′ 29″ N, 2° 43′ 41″ E / 41.791251°N,2.72811°E                                                               | bé integrant del patrimoni cultural català           |                                   | Modifica les dades a Wikidata |
|        | Can Rauret                     | Maçanet de la Selva | masia            |                                                          | 41° 45′ 38″ N, 2° 45′ 44″ E / 41.7604488483432°N,2.76225687468136°E                                               |                                                      |                                   | Modifica les dades a Wikidata |
|        | Can Renegat                    | Maçanet de la Selva | masia            |                                                          | 41° 46′ 02″ N, 2° 43′ 29″ E / 41.7671740690398°N,2.72459922135224°E                                               |                                                      |                                   | Modifica les dades a Wikidata |
|        | Can Renegat Nou                | Maçanet de la Selva | masia            |                                                          | 41° 46′ 04″ N, 2° 43′ 25″ E / 41.7677029641576°N,2.72355025793688°E                                               |                                                      |                                   | Modifica les dades a Wikidata |
|        | Can Revic                      | Maçanet de la Selva | masia            |                                                          | 41° 47′ 00″ N, 2° 43′ 01″ E / 41.7833321824973°N,2.7169968231842°E                                                |                                                      |                                   | Modifica les dades a Wikidata |
|        | Can Ribes                      | Maçanet de la Selva | masia            |                                                          | 41° 45′ 44″ N, 2° 45′ 55″ E / 41.7622656289447°N,2.76535391887986°E                                               |                                                      |                                   | Modifica les dades a Wikidata |
|        | Can Roca                       | Maçanet de la Selva | masia            |                                                          | 41° 45′ 34″ N, 2° 42′ 38″ E / 41.7595019271226°N,2.71068981421628°E                                               |                                                      |                                   | Modifica les dades a Wikidata |
|        | Can Rodella                    | Maçanet de la Selva | masia            |                                                          | 41° 45′ 32″ N, 2° 42′ 36″ E / 41.7590229526372°N,2.71005440579165°E                                               |                                                      |                                   | Modifica les dades a Wikidata |
|        | Can Romeguera                  | Maçanet de la Selva | masia            |                                                          | 41° 47′ 15″ N, 2° 43′ 04″ E / 41.7874775744066°N,2.71788119896615°E                                               |                                                      |                                   | Modifica les dades a Wikidata |
|        | Can Ros                        | Maçanet de la Selva | masia            |                                                          | 41° 45′ 32″ N, 2° 41′ 45″ E / 41.7589320547247°N,2.69579996360784°E                                               |                                                      |                                   | Modifica les dades a Wikidata |
|        | Can Ros Fèlix                  | Maçanet de la Selva | masia            |                                                          | 41° 44′ 53″ N, 2° 44′ 22″ E / 41.7480236344688°N,2.73941461912006°E                                               |                                                      |                                   | Modifica les dades a Wikidata |
|        | Can Rossinyol                  | Maçanet de la Selva | masia            |                                                          | 41° 45′ 24″ N, 2° 43′ 30″ E / 41.7565556090906°N,2.72494534518183°E                                               |                                                      |                                   | Modifica les dades a Wikidata |
|        | Can Rostollet                  | Maçanet de la Selva | masia            |                                                          | 41° 47′ 23″ N, 2° 42′ 57″ E / 41.7898506485916°N,2.71594516389609°E                                               |                                                      |                                   | Modifica les dades a Wikidata |
|        | Can Ruhí                       | Maçanet de la Selva | masia            | Estil: arquitectura popular                              | 41° 46′ 27″ N, 2° 44′ 06″ E / 41.77409°N,2.73493°E                                                                | bé integrant del patrimoni cultural català           |                                   | Modifica les dades a Wikidata |
|        | Can Ruscalleda                 | Maçanet de la Selva | masia            |                                                          | 41° 45′ 30″ N, 2° 46′ 38″ E / 41.7581998167741°N,2.77709727900641°E                                               |                                                      |                                   | Modifica les dades a Wikidata |
|        | Can Sala                       | Maçanet de la Selva | masia            |                                                          | 41° 46′ 30″ N, 2° 43′ 55″ E / 41.7748741399947°N,2.7318218164211°E                                                |                                                      |                                   | Modifica les dades a Wikidata |
|        | Can Salt                       | Maçanet de la Selva | masia            |                                                          | 41° 45′ 45″ N, 2° 44′ 56″ E / 41.7625820071753°N,2.74884747141963°E                                               |                                                      |                                   | Modifica les dades a Wikidata |
|        | Can Samsó                      | Maçanet de la Selva | masia            | Estil: arquitectura popular                              | 41° 46′ 55″ N, 2° 45′ 05″ E / 41.78205°N,2.7515°E                                                                 | bé integrant del patrimoni cultural català           |                                   | Modifica les dades a Wikidata |
|        | Can Santos                     | Maçanet de la Selva | masia            |                                                          | 41° 45′ 30″ N, 2° 41′ 34″ E / 41.7583298217541°N,2.69287968850102°E                                               |                                                      |                                   | Modifica les dades a Wikidata |
|        | Can Sebastià                   | Maçanet de la Selva | masia            | Estil: arquitectura popular                              | 41° 47′ 25″ N, 2° 42′ 45″ E / 41.79024°N,2.71245°E                                                                | bé integrant del patrimoni cultural català           |                                   | Modifica les dades a Wikidata |
|        | Can Segarreta                  | Maçanet de la Selva | masia            |                                                          | 41° 45′ 30″ N, 2° 42′ 36″ E / 41.7584551515701°N,2.70991260971058°E                                               |                                                      |                                   | Modifica les dades a Wikidata |
|        | Can Seguers                    | Maçanet de la Selva | masia            |                                                          | 41° 45′ 53″ N, 2° 43′ 54″ E / 41.7646419571681°N,2.73173209383094°E                                               |                                                      |                                   | Modifica les dades a Wikidata |
|        | Can Serra                      | Maçanet de la Selva | masia            |                                                          | 41° 45′ 59″ N, 2° 41′ 56″ E / 41.7664967804273°N,2.69877193765906°E                                               |                                                      |                                   | Modifica les dades a Wikidata |
|        | Can Serrats                    | Maçanet de la Selva | masia            |                                                          | 41° 45′ 14″ N, 2° 45′ 57″ E / 41.7538718665332°N,2.7657453464577°E                                                |                                                      |                                   | Modifica les dades a Wikidata |
|        | Can Siurana                    | Maçanet de la Selva | masia            |                                                          | 41° 47′ 24″ N, 2° 42′ 29″ E / 41.7900921784291°N,2.70809712414081°E                                               |                                                      |                                   | Modifica les dades a Wikidata |
|        | Can Soliva                     | Maçanet de la Selva | masia            | Estil: arquitectura popular Estat: enderrocat o destruït | 41° 47′ 04″ N, 2° 41′ 59″ E / 41.7843331450333°N,2.69972340500476°E                                               | bé integrant del patrimoni cultural català           |                                   | Modifica les dades a Wikidata |
|        | Can Soms de l'Estany           | Maçanet de la Selva | masia            | Estil: arquitectura popular                              | 41° 47′ 32″ N, 2° 43′ 20″ E / 41.79228°N,2.72227°E                                                                | bé integrant del patrimoni cultural català           |                                   | Modifica les dades a Wikidata |
|        | Can Soms de la Font            | Maçanet de la Selva | masia            |                                                          | 41° 47′ 32″ N, 2° 41′ 53″ E / 41.7920839022933°N,2.6980985342768°E                                                |                                                      |                                   | Modifica les dades a Wikidata |
|        | Can Soms de les Bòries         | Maçanet de la Selva | masia            |                                                          | 41° 45′ 39″ N, 2° 46′ 10″ E / 41.760769697051°N,2.76942542776243°E                                                |                                                      |                                   | Modifica les dades a Wikidata |
|        | Can Sord                       | Maçanet de la Selva | masia            |                                                          | 41° 45′ 47″ N, 2° 41′ 46″ E / 41.7630403228266°N,2.69620161628828°E                                               |                                                      |                                   | Modifica les dades a Wikidata |
|        | Can Sordet                     | Maçanet de la Selva | masia            |                                                          | 41° 45′ 58″ N, 2° 40′ 31″ E / 41.766036167155°N,2.67516978952266°E                                                |                                                      |                                   | Modifica les dades a Wikidata |
|        | Can Sureda                     | Maçanet de la Selva | masia            | Estil: arquitectura popular                              | 41° 46′ 51″ N, 2° 45′ 11″ E / 41.78082°N,2.75293°E                                                                | bé integrant del patrimoni cultural català           |                                   | Modifica les dades a Wikidata |
|        | Can Surià del Pont de l'Estany | Maçanet de la Selva | masia            |                                                          | 41° 47′ 33″ N, 2° 42′ 43″ E / 41.7926058729088°N,2.71196121688308°E                                               |                                                      |                                   | Modifica les dades a Wikidata |
|        | Can Súria                      | Maçanet de la Selva | masia            | Estil: arquitectura popular                              | 41° 45′ 34″ N, 2° 46′ 25″ E / 41.75938°N,2.7736°E                                                                 | bé integrant del patrimoni cultural català           |                                   | Modifica les dades a Wikidata |
|        | Can Tit                        | Maçanet de la Selva | masia            |                                                          | 41° 45′ 46″ N, 2° 45′ 59″ E / 41.7628444519883°N,2.76651873447128°E                                               |                                                      |                                   | Modifica les dades a Wikidata |
|        | Can Tió                        | Maçanet de la Selva | masia            |                                                          | 41° 45′ 39″ N, 2° 42′ 45″ E / 41.7608301743079°N,2.71236801546221°E                                               |                                                      |                                   | Modifica les dades a Wikidata |
|        | Can Tomàs                      | Maçanet de la Selva | masia            |                                                          | 41° 46′ 35″ N, 2° 43′ 58″ E / 41.7763083995922°N,2.73274235642277°E                                               |                                                      |                                   | Modifica les dades a Wikidata |
|        | Can Toni                       | Maçanet de la Selva | masia            |                                                          | 41° 45′ 38″ N, 2° 46′ 01″ E / 41.7605484323587°N,2.76689997872684°E                                               |                                                      |                                   | Modifica les dades a Wikidata |
|        | Can Torrent                    | Maçanet de la Selva | masia            |                                                          | 41° 46′ 47″ N, 2° 43′ 00″ E / 41.7796115907578°N,2.71671235010945°E                                               |                                                      |                                   | Modifica les dades a Wikidata |
|        | Can Torrenteres                | Maçanet de la Selva | masia            |                                                          | 41° 46′ 48″ N, 2° 43′ 26″ E / 41.7800256150957°N,2.72399070706352°E                                               |                                                      |                                   | Modifica les dades a Wikidata |
|        | Can Vellana                    | Maçanet de la Selva | masia            | Estil: arquitectura popular                              | 41° 47′ 25″ N, 2° 45′ 05″ E / 41.79028°N,2.75132°E                                                                | bé integrant del patrimoni cultural català           |                                   | Modifica les dades a Wikidata |
|        | Can Vendrell                   | Maçanet de la Selva | masia            |                                                          | 41° 45′ 53″ N, 2° 43′ 09″ E / 41.7647288880466°N,2.71911174155919°E                                               |                                                      |                                   | Modifica les dades a Wikidata |
|        | Can Vendrellet                 | Maçanet de la Selva | masia            |                                                          | 41° 45′ 49″ N, 2° 41′ 54″ E / 41.7635686186064°N,2.69843675556861°E                                               |                                                      |                                   | Modifica les dades a Wikidata |
|        | Can Ventura                    | Maçanet de la Selva | masia            |                                                          | 41° 45′ 56″ N, 2° 42′ 07″ E / 41.7656584761466°N,2.70197601616126°E                                               |                                                      |                                   | Modifica les dades a Wikidata |
|        | Can Vidal                      | Maçanet de la Selva | masia            | Estil: arquitectura popular                              | 41° 45′ 57″ N, 2° 44′ 31″ E / 41.76595°N,2.7419°E                                                                 | bé integrant del patrimoni cultural català           |                                   | Modifica les dades a Wikidata |
|        | Can Vila                       | Maçanet de la Selva | masia            |                                                          | 41° 46′ 29″ N, 2° 44′ 59″ E / 41.774759062659°N,2.7498097817283°E                                                 |                                                      |                                   | Modifica les dades a Wikidata |
|        | Can Vila-seca                  | Maçanet de la Selva | masia            |                                                          | 41° 45′ 44″ N, 2° 42′ 46″ E / 41.762290560638°N,2.71286675530797°E                                                |                                                      |                                   | Modifica les dades a Wikidata |
|        | Can Vilar                      | Maçanet de la Selva | masia            | Estil: arquitectura popular                              | 41° 45′ 08″ N, 2° 43′ 40″ E / 41.75209°N,2.72791°E                                                                | bé integrant del patrimoni cultural català           |                                   | Modifica les dades a Wikidata |
|        | Can Vilar Nou                  | Maçanet de la Selva | masia            |                                                          | 41° 45′ 11″ N, 2° 43′ 44″ E / 41.7529804745984°N,2.72901414637205°E                                               |                                                      |                                   | Modifica les dades a Wikidata |
|        | Can Vilaret                    | Maçanet de la Selva | masia            |                                                          | 41° 45′ 42″ N, 2° 45′ 21″ E / 41.7617592466422°N,2.75575586762413°E                                               |                                                      |                                   | Modifica les dades a Wikidata |
|        | Can Villar                     | Maçanet de la Selva | masia            |                                                          | 41° 46′ 58″ N, 2° 42′ 19″ E / 41.782708195501°N,2.70525452508043°E                                                |                                                      |                                   | Modifica les dades a Wikidata |
|        | Can Xarbau                     | Maçanet de la Selva | masia            | Estil: arquitectura popular 17th century                 | 41° 45′ 33″ N, 2° 44′ 11″ E / 41.75918°N,2.73648°E                                                                | bé integrant del patrimoni cultural català           |                                   | Modifica les dades a Wikidata |
|        | Can Xarboet                    | Maçanet de la Selva | masia            |                                                          | 41° 47′ 04″ N, 2° 42′ 59″ E / 41.7845739178871°N,2.71649796042912°E                                               |                                                      |                                   | Modifica les dades a Wikidata |
|        | Casilla d'en Mola              | Maçanet de la Selva | masia            |                                                          | 41° 45′ 39″ N, 2° 41′ 01″ E / 41.7607003288059°N,2.68353330847253°E                                               |                                                      |                                   | Modifica les dades a Wikidata |
|        | Mas Gavina                     | Maçanet de la Selva | masia            | Estil: arquitectura popular                              | 41° 45′ 10″ N, 2° 45′ 28″ E / 41.75273°N,2.75764°E                                                                | bé integrant del patrimoni cultural català           |                                   | Modifica les dades a Wikidata |
|        | Mas Margarida                  | Maçanet de la Selva | masia            |                                                          | 41° 44′ 42″ N, 2° 42′ 34″ E / 41.7448896323055°N,2.70955274166084°E                                               |                                                      |                                   | Modifica les dades a Wikidata |
|        | Mas Reig                       | Maçanet de la Selva | masia            |                                                          | 41° 45′ 43″ N, 2° 41′ 04″ E / 41.761819402361°N,2.68433381644811°E                                                |                                                      |                                   | Modifica les dades a Wikidata |
|        | Mas Reixach                    | Maçanet de la Selva | masia            | Estil: arquitectura popular                              | 41° 47′ 14″ N, 2° 44′ 57″ E / 41.78734°N,2.74907°E                                                                | bé integrant del patrimoni cultural català           |                                   | Modifica les dades a Wikidata |
|        | Mas Roig                       | Maçanet de la Selva | masia            |                                                          | 41° 45′ 59″ N, 2° 44′ 19″ E / 41.7663960762878°N,2.73857031662972°E                                               |                                                      |                                   | Modifica les dades a Wikidata |
|        | Mas Roura                      | Maçanet de la Selva | masia            |                                                          | 41° 46′ 24″ N, 2° 43′ 40″ E / 41.77327°N,2.72789°E                                                                | bé integrant del patrimoni cultural català           | Mas Roura                         | Modifica les dades a Wikidata |
|        | Masroig Nou                    | Maçanet de la Selva | masia            |                                                          | 41° 45′ 52″ N, 2° 41′ 38″ E / 41.7644029541916°N,2.69377707185817°E                                               |                                                      |                                   | Modifica les dades a Wikidata |
|        | Torre Fellona                  | Maçanet de la Selva | masia            |                                                          | 41° 46′ 21″ N, 2° 43′ 30″ E / 41.7724351224341°N,2.72499783621225°E                                               |                                                      |                                   | Modifica les dades a Wikidata |
|        | Torre de Cartellà              | Maçanet de la Selva | masia casa forta | Estil: arquitectura del Renaixement                      | 41° 46′ 09″ N, 2° 45′ 28″ E / 41.7692121256295°N,2.75767667658222°E ca:Camí que surt de la N-II 117 msnm          | bé d'interès cultural bé cultural d'interès nacional | Força de Cartellà                 | Modifica les dades a Wikidata |
|        | Torre de Marata                | Maçanet de la Selva | masia casa forta | Estil: arquitectura gòtica                               | 41° 47′ 02″ N, 2° 43′ 07″ E / 41.783888888889°N,2.7186111111111°E ca:Carretera cap a Residencial Park             | bé d'interès cultural bé cultural d'interès nacional | Torre de Marata                   | Modifica les dades a Wikidata |
|        | Torre de Sant Jordi            | Maçanet de la Selva | masia            |                                                          | 41° 46′ 13″ N, 2° 43′ 16″ E / 41.7703718261186°N,2.72097607947703°E                                               |                                                      |                                   | Modifica les dades a Wikidata |
|        | can Garriga                    | Maçanet de la Selva | masia            | Estil: arquitectura popular 16th century                 | 41° 46′ 58″ N, 2° 43′ 42″ E / 41.7827°N,2.72844°E ca:Veïnat de Marata, Maçanet de la Selva 99 msnm                | bé integrant del patrimoni cultural català           | Can Garriga (Maçanet de la Selva) | Modifica les dades a Wikidata |
|        | can Santpere                   | Maçanet de la Selva | masia            | Estil: arquitectura popular 17th century                 | 41° 45′ 36″ N, 2° 41′ 30″ E / 41.76007°N,2.69158°E ca:Parròquia de Martorell, Maçanet de la Selva 62 msnm         | bé integrant del patrimoni cultural català           | Can Santpere                      | Modifica les dades a Wikidata |
|        | el Molí                        | Maçanet de la Selva | masia            |                                                          | 41° 46′ 23″ N, 2° 44′ 18″ E / 41.7730424828801°N,2.73823049689486°E                                               |                                                      |                                   | Modifica les dades a Wikidata |
|        | el Pibitller                   | Maçanet de la Selva | masia            |                                                          | 41° 44′ 56″ N, 2° 46′ 42″ E / 41.7488797722598°N,2.77826011086132°E                                               |                                                      |                                   | Modifica les dades a Wikidata |
|        | els Avellaners                 | Maçanet de la Selva | masia            |                                                          | 41° 46′ 37″ N, 2° 40′ 50″ E / 41.7769314643699°N,2.68045736742395°E                                               |                                                      |                                   | Modifica les dades a Wikidata |
|        | la Caseta de Buscastells       | Maçanet de la Selva | masia            |                                                          | 41° 44′ 42″ N, 2° 40′ 37″ E / 41.7449831014083°N,2.67707994673162°E                                               |                                                      |                                   | Modifica les dades a Wikidata |
|        | la Caseta de Buscatells        | Maçanet de la Selva | masia            | Estil: arquitectura popular                              | 41° 44′ 42″ N, 2° 40′ 38″ E / 41.744972222222°N,2.67725°E ca:C-35 trencant amb la cruïlla amb la GI-512 80.3 msnm | bé integrant del patrimoni cultural català           |                                   | Modifica les dades a Wikidata |
|        | la Colomina                    | Maçanet de la Selva | masia            |                                                          | 41° 45′ 55″ N, 2° 43′ 00″ E / 41.7653351549561°N,2.71658266953955°E                                               |                                                      |                                   | Modifica les dades a Wikidata |

## muntanya
| imatge | Nom                   | Ubicat a                                       | instància de | Detalls                  | coordenades                                                                     | Protecció | Commons (més fotos)   | Dades a WD                    |
| ------ | --------------------- | ---------------------------------------------- | ------------ | ------------------------ | ------------------------------------------------------------------------------- | --------- | --------------------- | ----------------------------- |
|        | Montbarbat            | Tordera Lloret de Mar Maçanet de la Selva      | muntanya     |                          | 41° 44′ 08″ N, 2° 46′ 36″ E / 41.7355101863°N,2.7766586707°E 328 msnm           |           | Montbarbat            | Modifica les dades a Wikidata |
|        | Puig Marí             | Maçanet de la Selva                            | muntanya     |                          | 41° 45′ 16″ N, 2° 43′ 49″ E / 41.754554°N,2.730416°E 233 msnm                   |           | Turó de Puigmarí      | Modifica les dades a Wikidata |
|        | Roques d'en Tos       | Maçanet de la Selva                            | muntanya     |                          | 41° 46′ 56″ N, 2° 41′ 26″ E / 41.78213056°N,2.69058333°E 194 msnm               |           |                       | Modifica les dades a Wikidata |
|        | Turó d'en Grau        | Maçanet de la Selva                            | muntanya     |                          | 41° 44′ 52″ N, 2° 44′ 20″ E / 41.7478°N,2.73883°E 188.8 msnm                    |           |                       | Modifica les dades a Wikidata |
|        | Turó de Ca l'Oller    | Maçanet de la Selva                            | muntanya     |                          | 41° 46′ 19″ N, 2° 42′ 47″ E / 41.7719°N,2.71303°E 186.4 msnm                    |           |                       | Modifica les dades a Wikidata |
|        | Turó de Can Xarabau   | Maçanet de la Selva                            | muntanya     | Anomenat per: Can Xarbau | 41° 45′ 36″ N, 2° 44′ 04″ E / 41.76009722°N,2.73436444°E 183.5 msnm             |           |                       | Modifica les dades a Wikidata |
|        | Turó de Figuerola     | Maçanet de la Selva                            | muntanya     |                          | 41° 46′ 40″ N, 2° 41′ 23″ E / 41.77779444°N,2.68977778°E 155.3 msnm             |           |                       | Modifica les dades a Wikidata |
|        | Turó de Montalegre    | Maçanet de la Selva                            | muntanya     |                          | 41° 45′ 41″ N, 2° 42′ 35″ E / 41.7615°N,2.70964°E 157.2 msnm                    |           |                       | Modifica les dades a Wikidata |
|        | Turó de Sant Jordi    | Maçanet de la Selva                            | muntanya     |                          | 41° 46′ 13″ N, 2° 43′ 15″ E / 41.770225°N,2.72096667°E 175 msnm                 |           | Turó de Sant Jordi    | Modifica les dades a Wikidata |
|        | Turó de Sant Pere     | Maçanet de la Selva                            | muntanya     |                          | 41° 45′ 25″ N, 2° 41′ 10″ E / 41.757°N,2.68619°E 119.4 msnm                     |           |                       | Modifica les dades a Wikidata |
|        | Turó de la Dona Morta | Maçanet de la Selva Fogars de la Selva Tordera | muntanya     |                          | 41° 44′ 40″ N, 2° 43′ 26″ E / 41.744401°N,2.723996°E 177 msnm                   |           | Turó de la Dona Morta | Modifica les dades a Wikidata |
|        | Turó del Reveixí      | Maçanet de la Selva                            | muntanya     |                          | 41° 44′ 43″ N, 2° 45′ 26″ E / 41.74531666666667°N,2.7572111111111113°E 205 msnm |           |                       | Modifica les dades a Wikidata |
|        | el Terme Gros         | Maçanet de la Selva Tordera                    | muntanya     |                          | 41° 43′ 49″ N, 2° 46′ 40″ E / 41.730324°N,2.777888°E 328.2 msnm                 |           |                       | Modifica les dades a Wikidata |

## nucli de població
| imatge | Nom       | Ubicat a            | instància de      | Detalls | coordenades                                                         | Protecció | Commons (més fotos) | Dades a WD                    |
| ------ | --------- | ------------------- | ----------------- | ------- | ------------------------------------------------------------------- | --------- | ------------------- | ----------------------------- |
|        | Can Roure | Maçanet de la Selva | nucli de població |         | 41° 46′ 16″ N, 2° 43′ 50″ E / 41.771112790585°N,2.7305734312588°E   |           |                     | Modifica les dades a Wikidata |
|        | l'Enllaç  | Maçanet de la Selva | nucli de població |         | 41° 46′ 25″ N, 2° 40′ 22″ E / 41.7735139561724°N,2.67268954116719°E |           |                     | Modifica les dades a Wikidata |

## pedrera
| imatge | Nom                          | Ubicat a            | instància de              | Detalls | coordenades                                                         | Protecció | Commons (més fotos) | Dades a WD                    |
| ------ | ---------------------------- | ------------------- | ------------------------- | ------- | ------------------------------------------------------------------- | --------- | ------------------- | ----------------------------- |
|        | Can Súria (pedrera)          | Maçanet de la Selva | pedrera jaciment geològic |         | 41° 47′ 36″ N, 2° 42′ 58″ E / 41.793456°N,2.716177°E                |           | Can Súria Quarry    | Modifica les dades a Wikidata |
|        | Pedrera de Can Gorg          | Maçanet de la Selva | pedrera                   |         | 41° 45′ 13″ N, 2° 41′ 01″ E / 41.7536663930979°N,2.6837362600029°E  |           |                     | Modifica les dades a Wikidata |
|        | Pedrera del Rei de la Cendra | Maçanet de la Selva | pedrera                   |         | 41° 46′ 13″ N, 2° 42′ 44″ E / 41.7703951639223°N,2.71218091273956°E |           |                     | Modifica les dades a Wikidata |
|        | Pedreres de Can Figueres     | Maçanet de la Selva | pedrera                   |         | 41° 46′ 23″ N, 2° 42′ 54″ E / 41.7731855578041°N,2.7150802007292°E  |           |                     | Modifica les dades a Wikidata |

## pont
| imatge | Nom                              | Ubicat a                               | instància de | Detalls                                                            | coordenades | Protecció                                  | Commons (més fotos)             | Dades a WD                    |
| ------ | -------------------------------- | -------------------------------------- | ------------ | ------------------------------------------------------------------ | --- | ------------------------------------------ | ------------------------------- | ----------------------------- |
|        | Pont Vell                        | Maçanet de la Selva                    | pont         | Estil: arquitectura popular 18th century Travessa: séquia          | 41° 47′ 42″ N, 2° 42′ 36″ E / 41.79502°N,2.71012°E ca:veïnat de Marata 67 msnm                                               | bé integrant del patrimoni cultural català | Pont Vell (Maçanet de la Selva) | Modifica les dades a Wikidata |
|        | Pont de la riera de Santa Coloma | Fogars de la Selva Maçanet de la Selva | pont         | Estil: arquitectura del ferro 1918 Travessa: riera de Santa Coloma | 41° 44′ 43″ N, 2° 40′ 11″ E / 41.74514°N,2.66981°E ca:Riera de Santa Coloma a la divisòria amb el terme municipal de Maçanet | bé integrant del patrimoni cultural català |                                 | Modifica les dades a Wikidata |

## zona humida
| imatge | Nom                | Ubicat a                                     | instància de                                              | Detalls                      | coordenades                                                  | Protecció | Commons (més fotos) | Dades a WD                    |
| ------ | ------------------ | -------------------------------------------- | --------------------------------------------------------- | ---------------------------- | ------------------------------------------------------------ | --------- | ------------------- | ----------------------------- |
|        | Estany de Bancells | Maçanet de la Selva                          | zona humida                                               | Superfície: 6.35ha           | 41° 44′ 54″ N, 2° 41′ 57″ E / 41.7484°N,2.69919°E            |           |                     | Modifica les dades a Wikidata |
|        | estany de Sils     | Sils Maçanet de la Selva Caldes de Malavella | zona humida àrea protegida Pla d'Espais d'Interès Natural | 1992 Superfície: 397.27161ha | 41° 48′ 08″ N, 2° 44′ 28″ E / 41.802124°N,2.741156°E 65 msnm |           | Estany de Sils      | Modifica les dades a Wikidata |

## Misc
| imatge | Nom                                        | Ubicat a            | instància de                                                          | Detalls                                            | coordenades                                                                                      | Protecció                                  | Commons (més fotos)                       | Dades a WD                    |
| ------ | ------------------------------------------ | ------------------- | --------------------------------------------------------------------- | -------------------------------------------------- | ------------------------------------------------------------------------------------------------ | ------------------------------------------ | ----------------------------------------- | ----------------------------- |
|        | Granges de Puigtió                         | Maçanet de la Selva | granja                                                                |                                                    | 41° 47′ 23″ N, 2° 43′ 40″ E / 41.78959124125°N,2.72784906537884°E                                |                                            |                                           | Modifica les dades a Wikidata |
|        | Molí de Cartellà                           | Maçanet de la Selva | molí d'aigua                                                          | Estil: arquitectura popular                        | 41° 45′ 40″ N, 2° 40′ 44″ E / 41.76101°N,2.67897°E                                               | bé integrant del patrimoni cultural català |                                           | Modifica les dades a Wikidata |
|        | Oratori de Montserrat                      | Maçanet de la Selva | oratori                                                               |                                                    | 41° 44′ 42″ N, 2° 44′ 57″ E / 41.744874884684°N,2.74918107875082°E                               |                                            |                                           | Modifica les dades a Wikidata |
|        | Polígon industrial Riera Torderola         | Maçanet de la Selva | polígon industrial                                                    |                                                    | 41° 46′ 56″ N, 2° 44′ 21″ E / 41.7820969577377°N,2.73930077870543°E                              |                                            |                                           | Modifica les dades a Wikidata |
|        | Puig Mary 2012                             | Maçanet de la Selva | vèrtex geodèsic                                                       | Alt: 0.4m                                          | 41° 45′ 17″ N, 2° 43′ 50″ E / 41.754674°N,2.730432°E 242.62 msnm                                 |                                            |                                           | Modifica les dades a Wikidata |
|        | Turons de Maçanet                          | Maçanet de la Selva | espai d'interès natural àrea protegida Pla d'Espais d'Interès Natural | 1992 Superfície: 140.79583ha                       | 41° 46′ 37″ N, 2° 42′ 51″ E / 41.7769°N,2.7141°E                                                 |                                            | Turons de Maçanet                         | Modifica les dades a Wikidata |
|        | capella de Sant Jordi                      | Maçanet de la Selva | edifici religiós                                                      |                                                    | 41° 46′ 13″ N, 2° 43′ 16″ E / 41.77032852172851°N,2.7211220264434814°E ca:Turó de Sant Jordi     |                                            |                                           | Modifica les dades a Wikidata |
|        | carrer dels Dolors                         | Maçanet de la Selva | conjunt urbà carrer                                                   |                                                    | 41° 46′ 41″ N, 2° 43′ 59″ E / 41.777984619140625°N,2.73309588432312°E ca:Carrer dels Dolors      |                                            |                                           | Modifica les dades a Wikidata |
|        | cementiri Municipal                        | Maçanet de la Selva | cementiri                                                             | Estil: arquitectura popular 19th century           | 41° 46′ 52″ N, 2° 43′ 54″ E / 41.78112°N,2.7317°E ca:Av. de Montserrat, 40 95 msnm               | bé integrant del patrimoni cultural català | Cementiri Municipal (Maçanet de la Selva) | Modifica les dades a Wikidata |
|        | corral d'en Vendrell                       | Maçanet de la Selva | cabana                                                                |                                                    | 41° 45′ 02″ N, 2° 44′ 11″ E / 41.7505388094733°N,2.7364335690797°E                               |                                            |                                           | Modifica les dades a Wikidata |
|        | creu del Turó del Reveixí                  | Maçanet de la Selva | creu monumental                                                       |                                                    | 41° 44′ 43″ N, 2° 45′ 26″ E / 41.7452524201272°N,2.75721355346255°E 205 msnm                     |                                            |                                           | Modifica les dades a Wikidata |
|        | dolmen de Montbarbat                       | Maçanet de la Selva | dolmen                                                                |                                                    | 41° 44′ 16″ N, 2° 47′ 00″ E / 41.7377024573383°N,2.78321697453718°E                              |                                            |                                           | Modifica les dades a Wikidata |
|        | estació de Maçanet-Massanes                | Maçanet de la Selva | estació de ferrocarril estació en superfície                          |                                                    | 41° 46′ 21″ N, 2° 40′ 26″ E / 41.77238888888889°N,2.673861111111111°E 63 msnm                    |                                            | Maçanet-Massanes train station            | Modifica les dades a Wikidata |
|        | forn de Can Mirot                          | Maçanet de la Selva | teuleria                                                              | Estil: arquitectura popular                        | 41° 45′ 06″ N, 2° 42′ 43″ E / 41.75156°N,2.71208°E                                               | bé integrant del patrimoni cultural català |                                           | Modifica les dades a Wikidata |
|        | la Creu                                    | Maçanet de la Selva | collada                                                               |                                                    | 41° 46′ 45″ N, 2° 42′ 47″ E / 41.7792962478192°N,2.71304360678628°E 126 msnm                     |                                            |                                           | Modifica les dades a Wikidata |
|        | pou de glaç de Buscastell                  | Maçanet de la Selva | pou de neu                                                            | Estil: arquitectura popular                        | 41° 44′ 57″ N, 2° 40′ 36″ E / 41.74912°N,2.67654°E ca:Ctra. C-35, km 74 - Parròquia de Martorell | bé integrant del patrimoni cultural català | Pou de glaç de Buscatell                  | Modifica les dades a Wikidata |
|        | rectoria                                   | Maçanet de la Selva | rectoria                                                              | Estil: arquitectura popular 18th century           | 41° 46′ 39″ N, 2° 43′ 49″ E / 41.77752°N,2.73019°E ca:Pl. de l'Església, 18 100 msnm             | bé integrant del patrimoni cultural català | Rectoria (Maçanet de la Selva)            | Modifica les dades a Wikidata |
|        | seu de l'Ajuntament de Maçanet de la Selva | Maçanet de la Selva | casa consistorial                                                     | Estil: arquitectura popular arquitectura eclèctica | 41° 46′ 34″ N, 2° 43′ 53″ E / 41.77621°N,2.73143°E ca:Carrer de Salvador Espriu, 1 100 msnm      | bé integrant del patrimoni cultural català | Ajuntament de Maçanet de la Selva         | Modifica les dades a Wikidata |